# WinHex
WinHex是德國軟體公司X-Ways所開發的一個十六进制编辑器应用程序，被應用在磁碟数据恢复及数字取证用途。WinHex體積小巧，輕快，但功能眾多。在此領域已有相當長的歷史，第一個公開版本发布于1995年。

## 歷史
- 2012年8月1日—更新版本至WinHex 16.6。
- 2015年5月14日—更新版本至WinHex 18.3。
- 2018年3月9日—更新版本至WinHex 19.6。
- 2019年11月14日—更新版本至WinHex 19.9。

## 外部連結
- 官方网站